# 刘载兴
劉載興（韓語：유재흥，1921年8月3日—2011年11月26日），韓国將領、外交官、国防部部長。朝鲜战争开战時任韩国陆军第7師师長。朝鲜战争中，他所指揮的部隊几次担任对朝鲜人民军、中国人民志愿军的主攻任务。他是日韩混血儿。父亲劉升烈是军人，母亲是日本人。

## 生平
1921年8月3日出生于日本名古屋市。本籍为忠清南道公州邑。汉城龙山中学毕业後，1941年进入日本陆军士官学校，第55期步兵科毕业。1943年与李光洙、崔南善等明治大学的朝鮮人进入近卫师团服役，战争结束时日本軍军衔为大尉。
1946年1月韓国軍事英語学校毕业，任上尉（軍籍編號3號）。8月～12月、任軍需局長。
1948年6月18日，任第1旅参謀長。10月11日任第4旅旅長。
1949年
1月、任韓国陆军官校副校長。
3月、任济州地区战区司令官。取缔西北青年会等過激团体，负责维持当地安全，徹底整编各部隊和警察。
5月12日、任第6師师長。
1950年
1月5日、任第2師师長、晋升准将。
6月10日、任第7師师長。负责防衛議政府方面防衛。
6月25日、朝鮮战争爆发，議政府方面的北朝鮮軍第1军（軍長金雄中将）主力的第3師（師長李英鎬少将）、第4師（師長李权武少将）、第105战车旅（旅長柳京洙少将）进攻南方（国境会战）。東豆川战役中劉載興所部第7师在北朝鮮的圧倒性战力下溃败。
6月27日夜、任議政府地区战斗司令官，指挥第2師、第7師在彌阿里布置防御阵线。28日夜被北朝鮮軍突破。
7月12日、任第2軍军長。指挥第6師（师长金鍾五上校）、第8师（师长李成佳上校），阻击迟滞北朝鮮軍。
7月25日、韓国陆軍第2次改編，刘载兴第2軍隷下的部隊改为第1師（师长白善燁准将）、第6師（师长金鍾五上校）。
8月、指挥第1師、第6師阻击朝鮮軍数個師，进行大邱防御战。
9月、永川之战中击退朝鮮第15師，以功績晋升为少将。仁川登陆後参加反攻作战。指挥第6師（金鍾五准将）、第8師（李成佳准将）、第9師（申尚澈准将），向北方進军。
10月、在中国人民志愿军的第1次攻勢下溃败（溫井戰鬥）。11月、第2軍再次在中国志愿军的第2次攻勢下敗走（清川江戰役）。第2軍被解散。
1951年
1月、任参謀次長兼第3軍军長。
5月、兼任陸軍本部前方指揮所長。5月15日、志愿军与北朝鮮軍发起5月攻勢，第10軍右翼和第3軍正面受到攻击。17日深夜、志愿军占領横城～縣里道上的五馬峠，第3軍退路被截断，全军在混乱下崩溃，车辆、野炮、迫击炮等军备落入敌手，兵力丧失6成以上。（縣里之战）。劉载兴乘坐飛機逃往後方，詹姆斯·范弗里特司令官將他解职，第3军取消编制，美國第八軍團直接接管韓国陸軍本部作战指挥权。
1952年1月南北两方举行軍事停战会談，刘载兴任韓国軍代表。7月、任第2軍長。
1953年2月任参謀次長。之後前往美國陸軍指揮參謀學院进修。
1954年7月任教育总長。
1956年9月任陸軍参謀次長。
1957年5月任三軍聯合參謀本部議長。
1959年2月、任第一野戰軍司令官。
1960年7月編入预备役。8月任駐泰国大使。
1963年8月駐瑞典大使。
1967年9月駐意大利大使。
1970年9月总统特別辅佐官。
1971年8月任国防部長。
1974年大韓石油公社总裁。
1991年星友会会長。
2011年11月26日、去世。29日在大田国立显忠院举行告別式後、葬于将軍墓域。

## 争议
在现代韩国人看来，刘载兴几乎是屡战屡败的象征，韩国没有韩军指挥权的原因就是因为刘载兴在朝鲜战争中的无能表现。
且虽身为韩国军官，但他并不会讲朝鲜语。虽然其父是韩国人，但因为出生在日本名古屋，且从小在日语环境中长大，实际上刘载兴的母语是日语。不管是朝鲜战争中指挥自己的韩国军队还是和北朝鲜的各种谈判里，他都需要一个日语翻译才能开展自己的工作。且他亲日的倾向非常明显，故而韩国后来编纂的《亲日人名词典》将和其父刘升烈收入其中。

## 脚注
1. 1 2  . 韩民族日报. 2011-11-30  [2023-03-12]. （原始内容存档于2023-03-12） （韩语）.
2. ↑  . 韩民族日报.   [2023-03-12] （韩语）.

1. ↑  11月改为第6旅。
2. ↑  苏联军大尉出身。
3. ↑  満州出生。原苏联军大尉。独ソ戦に参加した経歴を持つ。
4. ↑  由第107战車團、第109战車團、第203战車團、第206機械化步兵團。在議政府戰役時第107战車團、第109战車團投入战斗。占領汉城後昇格为師。
5. ↑  苏联军大尉出身。战車營營長として独ソ戦に参加した。
6. ↑  陸士58期生、日本航空兵出身（少尉）。のちに韓國空軍に転科して空軍少将。
7. ↑  隷下第3師、第9師
8. ↑  这次攻勢中志愿军動員了2個兵团、北朝鮮軍3個軍。